# Elliot Liebow
 (avril 2016).
Si vous disposez d'ouvrages ou d'articles de référence ou si vous connaissez des sites web de qualité traitant du thème abordé ici, merci de compléter l'article en donnant les références utiles à sa vérifiabilité et en les liant à la section « Notes et références ».
 (août 2016).
Elliot Liebow, né en 1925 à Washington et mort à l'âge de 69 ans en 1994 à l’hôpital Sainte-Croix à Silver Spring dans le Maryland, à la suite d'un cancer, est un anthropologue et ethnographe américain.
Il est l'auteur de Tally's Corner (en) (1967) et Tell Them Who I Am (1995) qui sont à la fois deux écrits micro-sociologiques et des études participantes menées sur l'observation de personnes dans des régions pauvres.

## Biographie

### Études
Il abandonne l'école pour rejoindre le Corps des marines en 1942 avec lequel il part en mission dans le Pacifique Sud pendant la Seconde Guerre mondiale. Il obtient son diplôme d'études secondaires grâce à des cours par correspondance. Il décroche un baccalauréat en littérature anglaise de l'université George Washington en 1949 et poursuit des études supérieures en histoire ancienne à l'université du Maryland avant de se tourner vers l'anthropologie et l'ethnographie.

### Carrière professionnelle
Il fut directeur de projet du Mental Health Study Center du National Institute of Mental Health. Il y travailla plus de vingt ans comme anthropologue et dirigea le laboratoire d’études socio-économiques ainsi que le Center for the Study of Work and Mental Health jusqu’en 1984, avant d’être chercheur invité au National Institute of Mental Health et titulaire d’une chaire à l'université catholique d'Amérique située à Washington.
Lorsqu'il était chercheur au National Institute of Mental Health, ses recherches portaient sur les questions telles que la démocratisation du lieu de travail, la qualité de vie au travail, les femmes et le bien-être en passant de la relation de travail à la santé mentale. Ses études étaient financées par le gouvernement américain par le biais du département de la Santé et des Services sociaux (United States Department of Health and Human Services, HHS).

## Tally's Corner
En 1966, Tally's Corner est la thèse de doctorat d'Elliot Liebow à l'université catholique d'Amérique. Tally's Corner s’inscrit dans la filiation des grandes enquêtes ethnographiques auprès des populations les plus pauvres des minorités ethniques : populations noires entre les petits boulots, le vol et le chômage, homeless entre l’errance et l’assistance, jeunes en bandes racialisées, voleurs professionnalisés.
En 1995, avant même la réédition de 2003, entre 500 000 et 750 000 exemplaires de cet ouvrage avaient été vendus aux États-Unis, ce qui en faisait à l’époque le deuxième best-seller de la discipline derrière The Lonely Crowd (1951) de D. Riesman, N. Glazer et R. Denney.

### Traduction française deTally's Corner
Tally's Corner – Les Noirs du coin de la rue a été traduite, en 2010, par la sociologue Célia Bense Ferreira Alves.